# 维克拉玛蒂亚
维克拉玛蒂亚，或译为超日王，是古印度文学传说中的国王，许多故事称他的王国定都于乌贾因。维克拉玛蒂亚同时也是古印度不少君主常用的头衔。维克拉玛蒂亚的传说有些是源自如旃陀罗·笈多二世的历史。传统上认为，维克拉玛蒂亚于公元前57前击败塞迦后开始实行维克拉姆历。